# سعد وخواته (مسلسل)
مسلسل اجتماعي كويتي إنتاج عام 2015 إخراج سائد بشير هواري

## ملخص القصة
نشأ الطفل اليتيم سعد وحيداً على يد جدته منذ وفاة والدته عندما كان في ال 5 من عمره، ولم يعرف سعد أبوه أبدا، ولم يعلم عنه شيئاً إلا أنه كان ميتاً. وبعد أن بلغ الأربعين من عمره، يكتشف سعد الحقيقة التي ستقلب حياته راسا على عقب، لتتغير أحواله وظروفه ويبدأ حياة جديدة....
يتلقى سعد اتصالا ذات يوم من محام ليخبره بأن والده توفي منذ يومين، وأنه يجب عليه أن يزور الكويت ليحصل على حصته من الميراث، ليكتشف سعد أن لديه 4 أخوات من أبيه، وثروة هائلة ليشاركهم فيها، مما يثير حفيظتهم، ويوقظ أطماعهم التي تدخل بينهم لتضع أمامه العقبات في لم شمل عائلته التي تصبح كل ما يملك في هذه الدنيا. 
.
مما يضعه أمام تحديات جديدة، قد تؤدي إلى خسارته لكل شيء، بينما يطرق بابه حب جديد، يدفعه للاستمرار والوقوف في وجه المشاكل. ويقود هذا العمل نخبة من نجوم الخليج في مقدمتهم حسن عسيري، باسمة حمادة، شهد الياسين، ريم أرحمة، شيلاء سبت، أبرار سبت. لا تفوتوا مكائد العمة، وأخوات سعد في المسلسل الخليجي الجديد...

## الممثلين
حسن عسيري 
شهد الياسين 
باسمة حمادة  
شيلاء سبت 
محمد الرمضان 
أبرار سبت 
مي عبد الله  
عبد الناصر الزاير 
هند محمد 
سعيد صالح 
بدور عبد الله 
ريم ارحمة 
عبد الرحمن محمد 
عبد الله السيف 
فرح هادي 
فرح 

## وصلات
حلقات العمل